# Isagora
Isagora, figlio di Tisandro (in greco antico: Ἰσαγόρας?, Isagóras; ... – VI secolo a.C.), è stato un politico ateniese.

## Biografia
Isagora era la guida di una delle due fazioni in cui si era divisa Atene dopo che il tiranno Ippia era stato scacciato dal re Cleomene I e dall'alcmeonide Clistene (510-509 a.C.). La sua idea era quella di seguire le orme spartane, instaurando un regime aristocratico simile a quello di Sparta.
Clistene ("avversario" di Isagora, nonché capo della seconda fazione), invece, mirava a soluzioni politiche più avanzate rispetto a quelle di Solone, tenendo conto anche del fatto che la composizione sociale dello Stato ateniese era mutata.
Nel 508 Isagora fu eletto arconte eponimo, ma Clistene si oppose alla sua elezione, sostenuto dalla maggior parte della popolazione. Isagora chiese aiuto al re spartano Cleomene I, un vecchio amico a cui Isagora aveva concesso ospitalità in passato. Secondo Erodoto, Cleomene aveva avuto una relazione con la moglie di Isagora, con il consenso di Isagora stesso.
Isagora, con l'aiuto di Cleomene, espulse Clistene e altri membri della famiglia alcmeonide. Clistene tentò di sciogliere la Boulé dei 400, ma il tentativo fallì a causa dell'opposizione dei suoi stessi membri, sia del popolo, che non voleva tornare al regime oligarchico.  I sostenitori di Clistene e i cittadini di Atene si rivoltarono contro la tirannia di Isagora e assediarono Isagora e i suoi alleati spartani sull'Acropoli per due giorni. Il terzo giorno le due fazioni in lotta raggiunsero una tregua: a Cleomene e Isagora fu permesso di fuggire, ma 300 sostenitori di Isagora furono trucidati. Clistene, richiamato dall'esilio, diventò arconte e attuò una riforma democratica.